# Portogruaro
Portogruaro is een stad in de Italiaanse regio Veneto en behoort tot de provincie Venetië.
De stad is in 1140 gesticht toen de bisschop van Concordia toestemming gaf voor de bouw van huizen, winkels en een haven langs de rivier de Lemene. Vanaf 1420 maakt Portogruaro na de annexatie van Friuli deel uit van de Venetiaanse Republiek. Als Napoleon Bonaparte in 1797 de republiek verovert stelt hij het oostelijke deel daarvan onder Oostenrijks bestuur. In 1866, na afloop van de Pruisisch-Oostenrijkse Oorlog kon de stad toetreden tot het Koninkrijk Italië.
Het echte centrum van Portogruaro bevindt zich op de linkeroever van de Lemene. Hier liggen de 18de-eeuwse kathedraal met zijn ranke campanille en het stadhuis (Palazzo Comunale) uit 1494 met zijn zwaluwkantelen. Het symbool van de stad is de waterput Pozzo del Pilacorte. Hierop staan twee beelden van kraanvogels, in het Italiaans gru.

## Bezienswaardigheden
- Palazzo Comunale
- Pozzo del Pilacorte
- Watermolens "Sant'Andrea"
- Loggia Comunale
- Kathedraal

## Geboren
- Lisa Boattin (1997), voetbalster

## Afbeeldingen
|  |  |
|  |  |